# Lyne van Dieren
Lyne van Dieren née le 25 août 2000, est une joueuse belge de hockey sur gazon. Elle évolue au Braxgata et avec l'équipe nationale belge.

## Carrière
Elle a fait ses débuts le 12 février 2022 contre l'Argentine à Buenos Aires lors de la Ligue professionnelle 2021-2022.